# Deutschland 83
Deutschland 83 je osmidílný německý televizní seriál vysílaný televizí RTL v roce 2015.

## Děj
Seriál pojednává o mladém pohraničníkovi z NDR, který je vyslán jako špion do západního Německa. Má zde působit jako pobočník u generála Bundeswehru. Seriál ukazuje tehdejší napětí mezi Západem a Východem během studené války a nebezpečí hrozby vypuknutí třetí světové války.